# Zbrodnia w Brzezinie (powiat sarneński)
Zbrodnia w Brzezinie – zbrodnia w kolonii Brzezina, w powiecie sarneńskim dawnego województwa wołyńskiego, dokonana przez bojówki UPA przy udziale ludności ukraińskiej. Ofiarą zbrodni padło około 130 Polaków.

## Przed zbrodnią
Po doniesieniach o zbrodni UPA w pobliskiej Parośli polscy mieszkańcy kolonii Brzezina utworzyli samoobronę, która dysponowała 5 karabinami. Członkowie samoobrony pełnili warty. W marcu 1943 roku upowcy zamordowali Polaka z Brzeziny, który wracał z młyna i zabrali mu konia z wozem.
Pierwszą próbę ataku na Brzezinę UPA podjęła na początku kwietnia 1943 roku. W tym czasie w kolonii przebywało 18 sowieckich partyzantów, którzy zaalarmowani przez wartowników podjęli walkę z napastnikami, dodatkowo ściągając posiłki. Po godzinnej walce atak UPA został odparty. Po tym wydarzeniu mieszkańcy Brzeziny spodziewali się następnego ataku. Część z nich wyjechała do Czajkowa, jednak wkrótce wróciła. Starano się nocować w różnych kryjówkach.

## Zbrodnia
O świcie 8 kwietnia 1943 roku (mówi się także o 7 kwietnia), gdy Polacy powychodzili z kryjówek, kolonię zaatakowało silne zgrupowanie UPA, które w nocy otoczyło miejscowość, wsparte przez ludność ukraińską ze wsi Hranie i Tryputnie. Samoobrona nie zdołała stawić oporu. Zabudowania kryte strzechą zapaliły się od ostrzału amunicją zapalającą. Polaków mordowano bez względu na płeć i wiek za pomocą broni białej (siekiery, widły, noże, bagnety), do uciekających strzelano. Niektóre ofiary torturowano przed śmiercią. Zabito około 130 osób, 15 było rannych, 20 osób zdołało zbiec. Jedną z rannych była Ukrainka mieszkająca w Brzezinie, która otrzymała 9 pchnięć nożem, omyłkowo wzięta za Polkę.
Zabudowania wsi zostały doszczętnie spalone.
Większość ofiar pochowano następnego dnia w zbiorowej mogile obok budynku szkoły. Ocalałych zabrał do Włodzimierca oddział złożony z około 15 uzbrojonych Polaków, prawdopodobnie szucmanów.